# Hypolytrum pulchrum
Hypolytrum pulchrum là loài thực vật có hoa trong họ Cói. Loài này được (Rudge) H.Pfeiff. mô tả khoa học đầu tiên năm 1925.